# Efeito anomérico
Na química orgânica, o efeito anomérico ou efeito Edward-Lemieux é um efeito estereoeletrônico que descreve a tendência de substituintes heteroatômicos adjacentes a um heteroátomo dentro de um anel de ciclohexano para preferir a orientação axial em vez da orientação equatorial menos prejudicada que seria esperada por considerações estéricas.  Este efeito foi originalmente observado em anéis de piranose por JT Edward em 1955, quando estudou a estrutura de carboidratos.

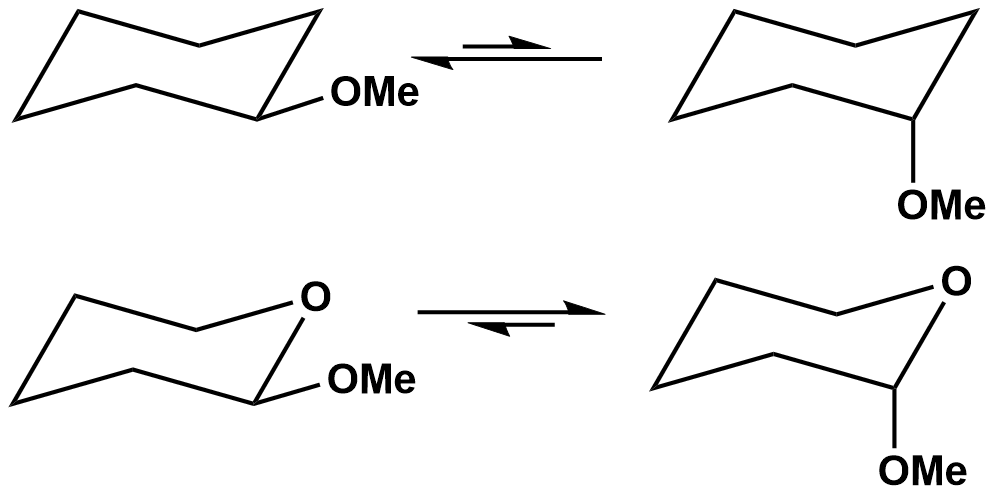

O termo efeito anomérico foi introduzido em 1958. O nome vem do termo usado para designar o carbono do anel com menor número de uma piranose, o carbono anomérico. Isômeros que diferem apenas na configuração do carbono anomérico são chamados de anômeros. Os anômeros da D-glucopiranose são diastereômeros, com o anômero beta tendo um grupo OH apontando para cima equatorialmente, e o anômero alfa tendo esse grupo OH apontando axialmente para baixo.
A causa do o efeito anomérico não é completamente compreendida. Várias explicações, em parte conflitantes, foram oferecidas e o tópico ainda não foi resolvido. 

## Hiperconjugação

### Moléculas cíclicas
Uma explicação amplamente aceita é que existe uma interação estabilizadora (hiperconjugação) entre o par de elétrons não compartilhados no heteroátomo (o endocíclico em um anel de açúcar) e o orbital σ * da ligação C-X axial (exocíclica). Isso faz com que a molécula alinhe o par solitário doador de elétrons antiperiplanar (180 °) ao orbital σ *, diminuindo a energia geral do sistema e causando mais estabilidade. 

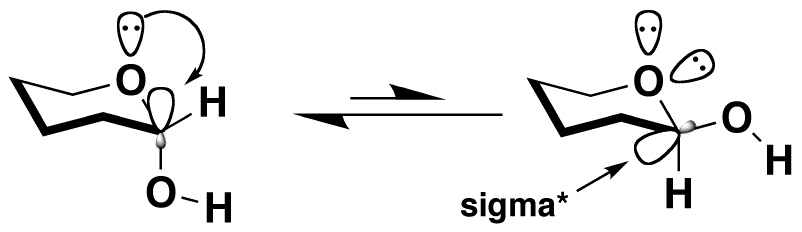

Alguns autores também questionam a validade desse modelo de hiperconjugação com base nos resultados da teoria quântica de átomos em moléculas. Embora a maioria dos estudos sobre os efeitos anoméricos tenha sido de natureza teórica, a hipótese n – σ * (hiperconjugação) também foi amplamente criticada com base em que a redistribuição da densidade eletrônica em acetais proposta por essa hipótese não é congruente com a química experimental conhecida de acetais e, em particular, a química dos monossacarídeos.

### Moléculas acíclicas

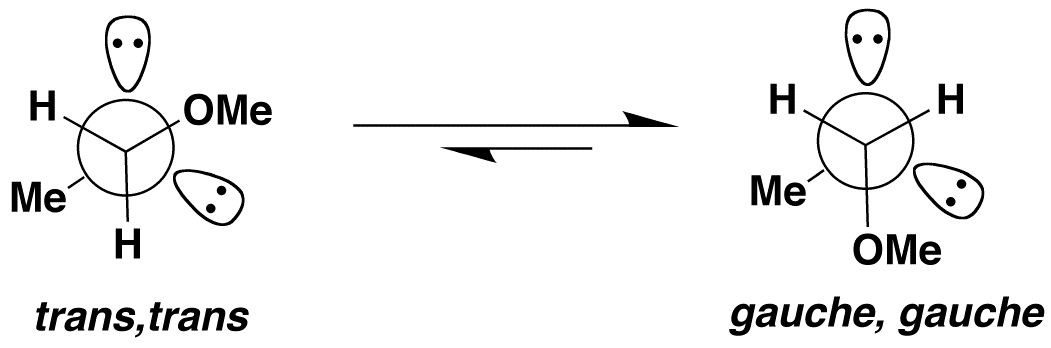

A hiperconjugação também é encontrada em moléculas acíclicas contendo heteroátomos, outra forma do efeito anomérico. Se uma molécula tem um átomo com um par solitário de elétrons e o átomo adjacente é capaz de aceitar elétrons no orbital σ *, ocorre hiperconjugação, estabilizando a molécula. Isso forma uma ressonância "sem vínculo". Para que essa sobreposição orbital ocorra, a conformação trans, trans é preferida para a maioria dos heteroátomos; no entanto, para que a estabilização ocorra no dimetoximetano, a conformação gauche, gauche é cerca de 3 a 5 kcal / mol mais baixa em energia (mais estável) do que a trans , conformação trans - é cerca de duas vezes maior que o efeito nos açúcares porque existem duas ligações rotativas (portanto, é trans em torno de ambas as ligações ou gauche em torno de ambas) que são afetadas.